# Cuchilla de Guaviyú
Cuchilla de Guaviyú es una localidad uruguaya del departamento de Salto, municipio de Colonia Lavalleja.

## Ubicación
La localidad se encuentra situada en la zona noreste del departamento de Salto, sobre la cuchilla de los Arapeyes, y junto al camino departamental que recorre dicha cuchilla. A ella se accede desde el km 113 de la ruta 4, de la cual dista 37 km.

## Población
Según el censo de 2011 la localidad contaba con una población de 138 habitantes.
| 289           | 220 | 181 | 131 | 151 | 138 |
| (Fuente: INE) |     |     |     |     |     |